# 애넷 푸니셀로
애넷 조앤 푸니셀로(영어: Annette Joanne Funicello, 1942년 7월 2일 ~ 2013년 4월 8일)는 미국의 배우, 가수이다.

## 출연 작품
- 꿈꾸는 낙원 (1978)
- 더 뉴 미키 마우스 클럽 (1977)
- 사랑의 유람선 (1977)
- 헤드 (1968)
- 야망의 대결 (1966)
- 닥터 골드풋 앤 더 비키니 머신 (1965)
- 스키 파티 (1965)
- 하우 투 스터프 어 와일드 비키니 (1965)
- 비치 브랭켓 빙고 (1965)
- 머린 존스의 불운 (1964)
- 해변 파티 4 - 파자마 파티 (1964)
- 해변 파티 3 - 비키니 비치 (1964)
- 해변 파티 2 - 육체미 해변 파티 (1964)
- 해변 파티 (1963)
- 장난감 나라 (1961)
- 쉐기 독 (1959)
- 조로 (1957)
- 미키 마우스 클럽 (1955)
- 디즈니랜드 (1954)